# Transport par train entier et par wagon isolé
 (janvier 2010).
Si vous disposez d'ouvrages ou d'articles de référence ou si vous connaissez des sites web de qualité traitant du thème abordé ici, merci de compléter l'article en donnant les références utiles à sa vérifiabilité et en les liant à la section « Notes et références ».
Dans le domaine de l'exploitation ferroviaire, on distingue deux principes de transport ferroviaire de marchandises (fret) : le transport par train entier et le transport par wagon isolé.

## Le train entier

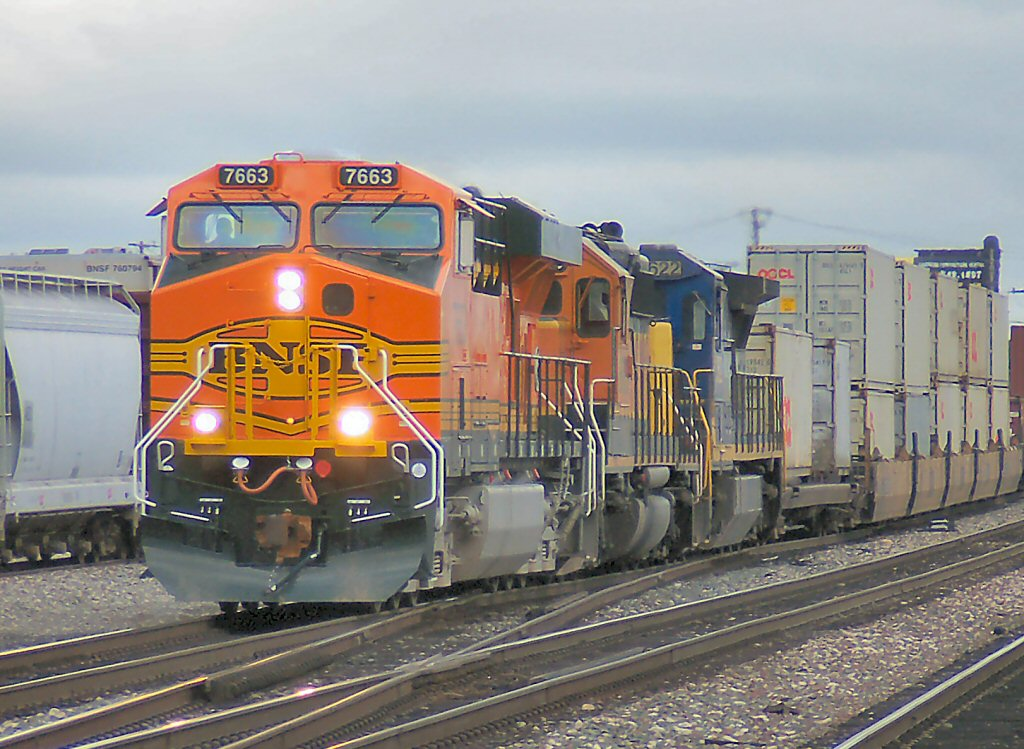
Train entier de BNSF chargé de conteneurs sur deux niveaux aux États-Unis.

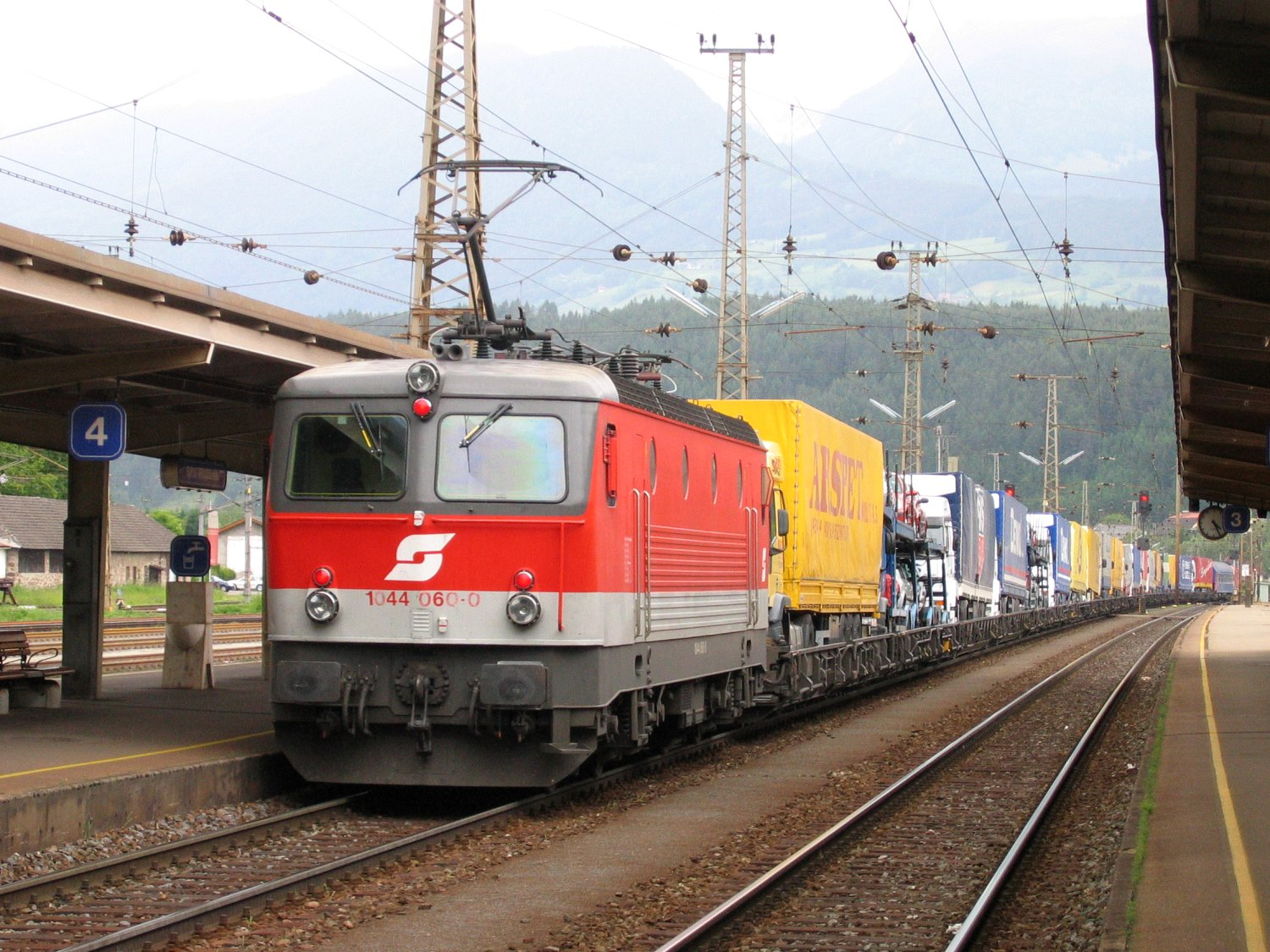
Train entier de la route roulante constitué de wagons surbaissés en gare de Villach (Carinthie, Autriche).

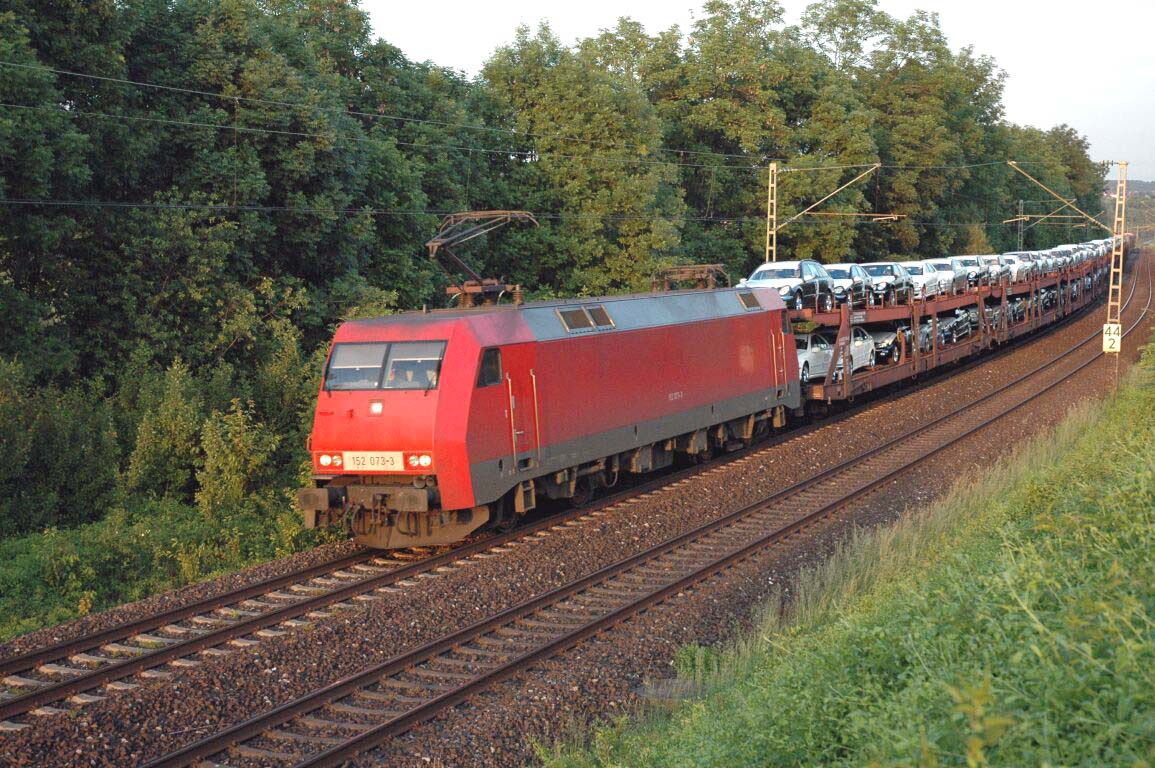
Train entier d'automobiles de la Deutsche Bahn (Allemagne).

Le transport par train entier, appelé aussi  train complet,  train massif ou train-bloc, consiste à former un train de fret qui est acheminé directement de son point de départ à son point de destination, sans remaniement intermédiaire.

### Caractéristiques
Le train entier circule le plus souvent d'une installation terminale embranchée à une autre installation du même type desservant soit une usine, soit un port, soit un terminal combiné. Souvent, tous les wagons d'un train entier transportent le même chargement mais ce n'est pas toujours le cas. Ce type d'acheminement présente des avantages : rapidité et fiabilité de l'acheminement qui évite les aléas du passage par les triages, optimisation des conditions de traction par utilisation de la pleine puissance de la (ou des) locomotive(s), mais il nécessite certaines conditions : adaptation de la logistique des installations terminales qui doivent être dimensionnées en conséquence pour permettre le déchargement ou le chargement du train dans les meilleures conditions, existence d'un flux de transport suffisant pour permettre la mise en route de transports massifs. Bien que sur le plan commercial l'acheminement soit direct, il peut cependant être sujet à des arrêts techniques : changement de locomotive ou de conducteur, contrôle douaniers ou sanitaires, priorités de circulation (les trains de voyageurs ont généralement priorité sur les trains de fret), etc.
Souvent le train entier correspond à une offre commerciale, qui intéresse les clients disposant d'un potentiel de transport suffisant. Il peut aussi correspondre à une organisation technique dans laquelle le client ne s'engage pas à charger l'ensemble du train : dans ce cas il existe un opérateur intermédiaire qui se charge du regroupement des envois. C'est par exemple souvent le cas du transport combiné (transport de conteneurs).
La charge d'un train entier dépend principalement de considérations techniques, liées à la puissance des locomotives, à la résistance des attelages, à l'organisation de l'exploitation (longueur des voies d'évitement en ligne par exemple), ainsi qu'au profil des lignes sur l'itinéraire à parcourir. Elle dépend aussi de la densité des marchandises transportées. Ainsi pour un transport de véhicules automobiles, le facteur limitant est la distance et non pas la masse du chargement. En France, par exemple, les trains entiers ont souvent une longueur limitée à 750 mètres et une charge brute de 1 800 tonnes (charge utile de 1 200 tonnes). Sur les lignes minières qui sont spécialisées, la taille et la longueur des trains-bloc peut atteindre des records. Dans ce cas, les contraintes liées à la résistance des attelages oblige dans certains cas à intercaler des locomotives télécommandées au milieu ou en queue du train. La charge utile dépend aussi du volume des wagons, de leur tare ainsi que de la charge à l'essieu admise sur la ligne.
Les principales marchandises transportées en train entier sont :
- soit des matières pondéreuses du secteur industriel et minier : acier, ferrailles, produits métallurgiques, minerais, houille, phosphates, potasse, engrais, matériaux de construction, etc.
- soit du secteur agricole : céréales, protéagineux, etc.
- soit des produits industriels élaborés : automobiles, produits chimiques, ammoniac liquéfié...
- soit des carburants : pétrole, essence, kérosène, etc.
- soit des marchandises diverses conditionnées en UTI (conteneurs, remorques rail-route...),
- soit des produits conditionnés, notamment alimentaires : boissons (bières, eaux minérales...), produits frais sous température dirigée, pièces détachées...

Le train entier est bien adapté à la technique ferroviaire par son caractère permettant l'envoi de grandes quantités de marchandises. Il s'applique surtout à des transports industriels réguliers et importants, par exemple des échanges inter-usines. Il souffre de ce fait de l'évolution de l'économie depuis un demi-siècle, qui s'est traduite dans nombre de pays par une certaine désindustrialisation, notamment en Europe de l'Ouest. Il est en concurrence avec d'autres systèmes de transport massifs : transport fluvial, cabotage, oléoducs qui sont généralement moins chers, mais dont les réseaux sont moins diffus. Il est également en concurrence avec le transport routier, spécialement dans les régions où le réseau routier et autoroutier est très développé.
En France, le Sernam faisait circuler des trains entiers de messagerie à 200 km/h. Ce service, appelé « train bloc express » (TBE) et lancé en 1998, a perduré jusqu'en 2011.

## Le wagon isolé
Le transport par train entier s'oppose au principe dit du transport par wagon isolé. Ce dernier, également appelé  diffus ou train du lotissement, consiste à acheminer des wagons individuels ou des groupes de wagons (coupons) qui sont assemblés pour former des trains dans les gares de triage.

### Caractéristiques

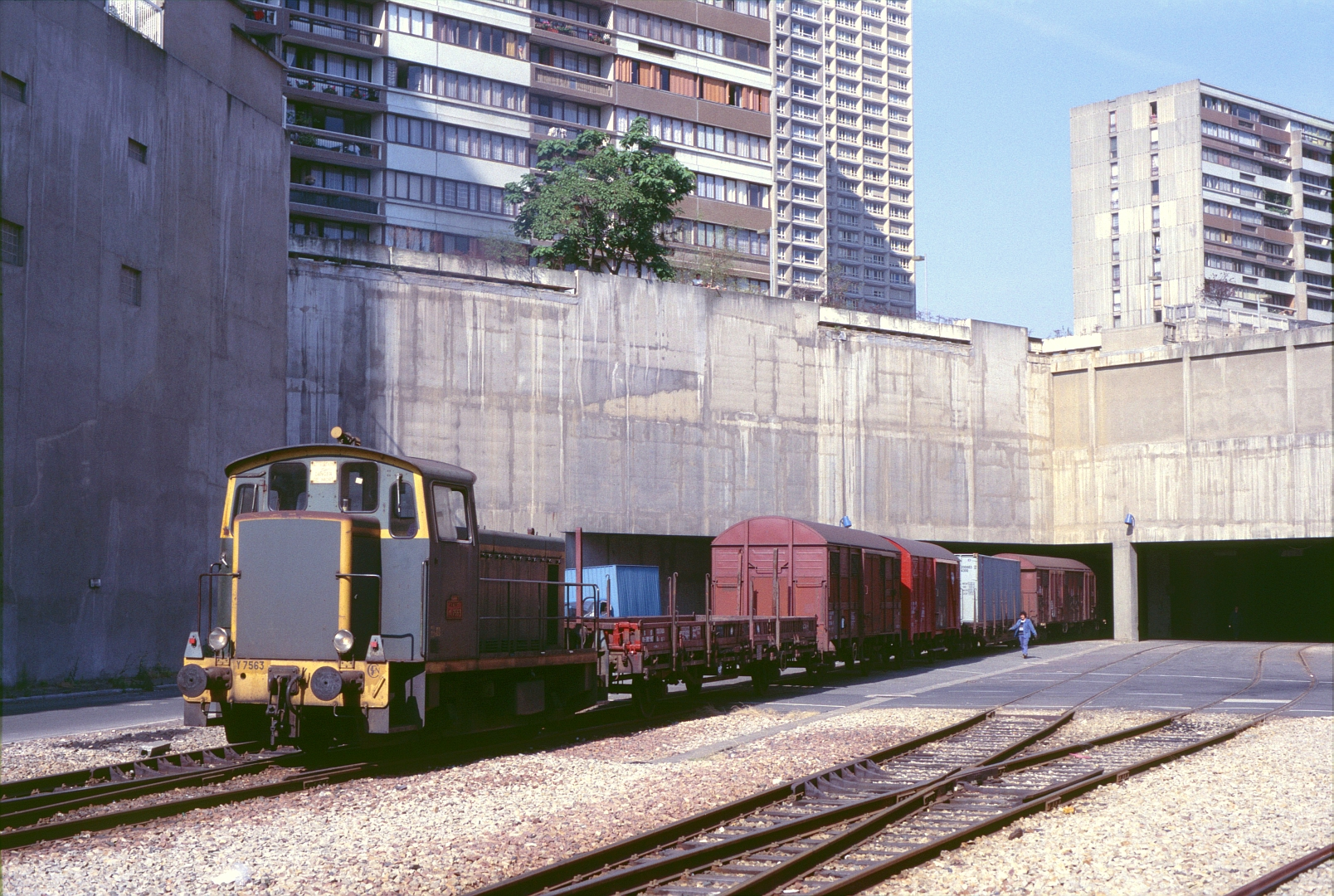
Un train de desserte en gare de Paris-Gobelins sur la ligne de Petite Ceinture en 1985.

Les wagons sont expédiés depuis un ou plusieurs sites embranchés et passent par différentes gares de triage où les trains sont recomposés. 
Un train de ramassage collecte les wagons de plusieurs chargeurs au sein de la zone gérée par une gare de fret, puis les wagons sont assemblés pour former des trains en fonction de leur destination. Ils transitent par plusieurs triages jusqu'à être intégrés dans un train de desserte qui les achemine jusqu'à leur destinataire.
Un wagon isolé est donc intégré à plusieurs trains au cours de son voyage.
En France, les « trains du lotissement » (terme français) peuvent ensuite desservir plusieurs clients ; Fret SNCF appelait d'ailleurs son offre de wagon isolé « multi-lots multi-clients » (depuis 2021, l'offre wagon isolé de Fret SNCF est nommé « FerWay Solo »). Contrairement au train entier, il permet l'envoi et la réception de petits volumes, parfois un seul wagon, et la desserte d'un plus grand nombre de sites : de petites gares peuvent être ouvertes au trafic wagons isolés. Ce type de transport autorise ainsi une desserte plus souple car moins régulière qu'avec un train entier. On distingue le wagon isolé complet, qui est chargé par un seul chargeur pour un client final, et le wagon isolé en groupage, pour lequel un opérateur de transport a organisé le groupage du chargement.
Ce système est relativement coûteux en raison de l'infrastructure et de la main d’œuvre nécessaires à son fonctionnement. Il est aussi moins rapide à cause des opérations de tri et des relais dans les triages  et se trouve en concurrence frontale avec le transport routier (par la taille des envois). Il a donc vu sa part fortement diminuer, et a même été totalement supprimé dans certains pays, comme le Royaume-Uni par exemple.
Lors de l'ouverture à la concurrence du fret ferroviaire en Europe, les nouveaux entrants, qui ne disposent pas du potentiel ni du matériel nécessaire pour offrir du wagon isolé, se concentrent sur l'offre en train entier, provoquant ainsi un écrémage du marché redouté par les entreprises ferroviaires historiques.
En Amérique du nord, la prise en charge de wagons isolés fait partie des activités courantes des compagnies de chemin de fer, en particulier des shortlines.